# Copibryophila angelica
Copibryophila angelica là một loài bướm đêm trong họ Noctuidae.